# آنتونیو لوپز (بازیکن فوتبال، زاده ۱۹۸۰)
آنتونیو لوپز (انگلیسی: Antonio López؛ زادهٔ ۱۲ مهٔ ۱۹۸۰) بازیکن فوتبال اهل اسپانیا است.
از باشگاه‌هایی که در آن بازی کرده‌است می‌توان به رئال وایادولید، لگانیس، نومانسیا، باشگاه فوتبال سویا، مالاگا و باشگاه خیمناستیک تاراگونا اشاره کرد.